# Championnat de Finlande de baseball
 (septembre 2024).
Le championnat de Finlande de baseball réunit les meilleurs clubs de baseball finlandais. Le tenant du titre est le club des Espoo Expos.
Le champion prend part à l'European Cup Qualifier, phase qualificative pour la Coupe d'Europe de baseball.

## Les clubs de l'édition 2011
Ouverture de la saison le 4 mai.
| Equipe            | Ville    |
| ----------------- | -------- |
| Espoo Expos       | Espoo    |
| Kiilin Pantterit  | Kiili    |
| Malmi Bullets     | Helsinki |
| Puumat Helsinki   | Helsinki |
| Tigers de Tampere | Tampere  |

## Palmarès
| Année | Champion           |
| 1981  | Hawks (Puumat)     |
| 1982  | Wranglers (Puumat) |
| 1983  | Puumat Helsinki    |
| 1984  | Puumat Helsinki    |
| 1985  | Kintaro            |
| 1986  | EBSC               |
| 1987  | Puumat Helsinki    |
| 1988  | Devils             |
| 1989  | Devils             |
| 1990  | Devils             |

| Année | Champion           |
| 1991  | Devils             |
| 1992  | pas de compétition |
| 1993  | Puumat Helsinki    |
| 1994  | Pirajat            |
| 1995  | Puumat Helsinki    |
| 1996  | Espoo Athletics    |
| 1997  | Espoo Athletics    |
| 1998  | Espoo Athletics    |
| 1999  | Puumat Helsinki    |
| 2000  | Espoo Athletics    |

| Année | Champion             |
| 2001  | Espoo Athletics      |
| 2002  | Helsinki Icebreakers |
| 2003  | Espoo Expos          |
| 2004  | Espoo Expos          |
| 2005  | Espoo Expos          |
| 2006  | Espoo Expos          |
| 2007  | Espoo Expos          |
| 2008  | Espoo Expos          |
| 2009  | Espoo Expos          |
| 2010  | Espoo Expos          |